# IC 435
IC 435 è una brillante nebulosa a riflessione visibile nella costellazione di Orione.
Si individua con facilità circa 20 primi d'arco ad est della ben nota nebulosa NGC 2023, situata a sua volta pochi primi a nordest della celebre Nebulosa Testa di Cavallo; fa parte della nube molecolare gigante LDN 1630, la stessa che crea la "Testa di Cavallo" in sovrapposizione alla nebulosa IC 434. La stella responsabile della sua illuminazione è nota come HD 38087, una stella bianco-azzurra di sequenza principale di classe spettrale B5V, situata a oltre 1700 anni luce di distanza dal sistema solare, nella regione di Orion B.
La nebulosa possiede un'elevata densità ed è divisa in due regioni, denominate IC 435-1 e IC 435-2, distinguibili dai rispettivi spettri di luminosità superficiale; le polveri che la compongono sono formate da granuli di dimensioni maggiori rispetto alla media osservata in nebulose simili.